# Colposcopio

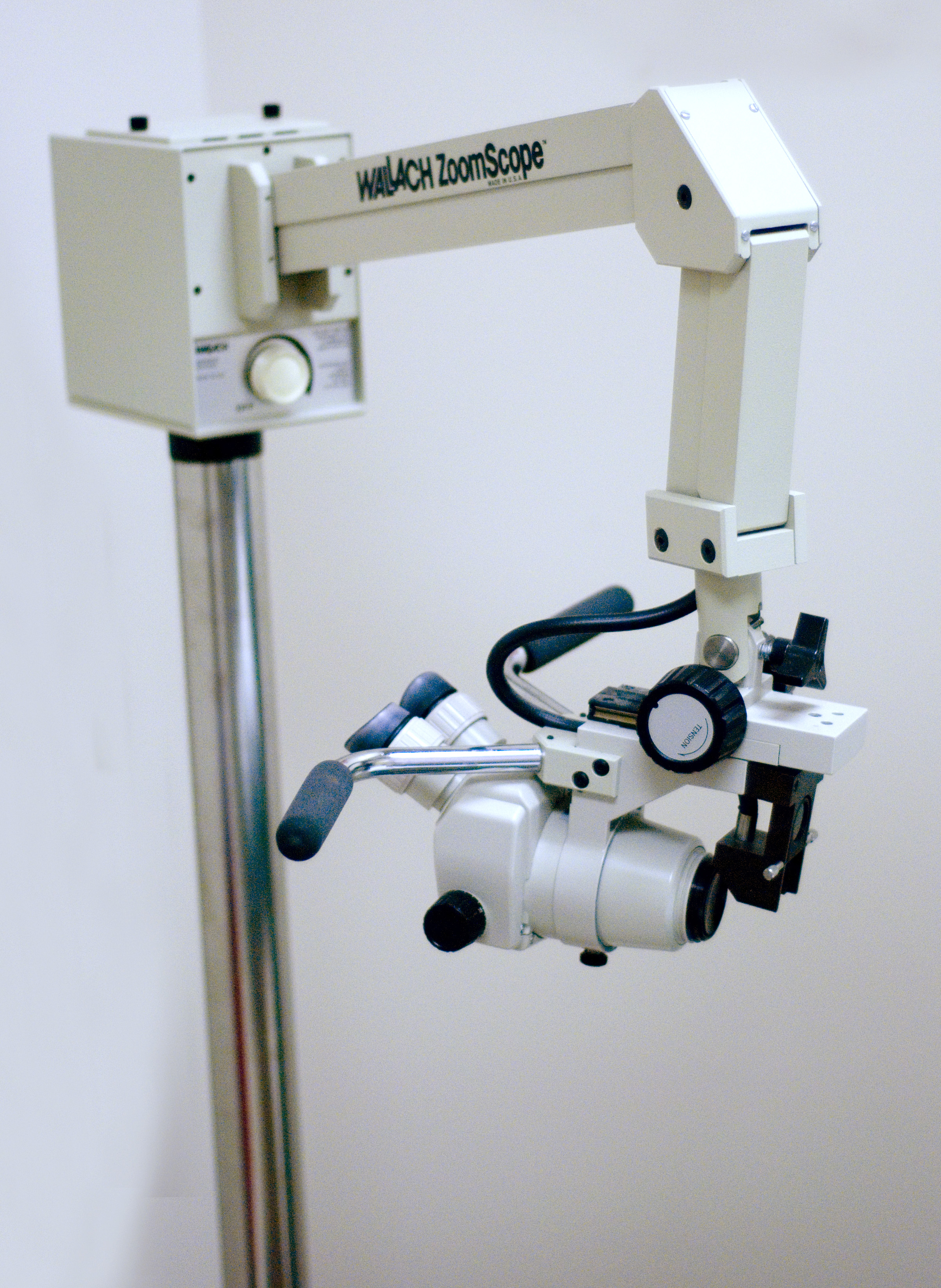
Colposcopio

El colposcopio es un microscopio de campo estereoscópico binocular de bajo aumento, con una fuente de luz blanca, que permite a profesionales de la salud ver con detalle regiones anormales del cuello uterino, a través de la vagina, por lo que es posible extraer una biopsia del área anormal y enviarlo al patólogo, con el objetivo principal de detectar las lesiones premalignas y malignas del cáncer de cuello uterino.
El procedimiento que se realiza con el colposcopio se llama colposcopia (también colposcopía en algunos países). 

## Enlaces
- Asociación Española de Patología Cervical y Colposcopia (AEPCC)

- Datos: Q4228936
- Multimedia: Colposcope / Q4228936